# 杰基·麦克纳马拉
積奇·麥拿馬拉（英語：Jackie McNamara，1973年10月24日—）在蘇格蘭格拉斯哥出生，是一名前職業足球員，司職後衛，退役後擔任領隊，現時任英乙球會約克城行政總裁。

## 生平
麥拿馬拉在鄧弗姆林展開足球事業，於1995年轉投勁旅些路迪，效力10年期間贏得4次蘇超聯賽冠軍及蘇格蘭足總盃和蘇格蘭聯賽盃各3次。其後南下英格蘭加盟狼隊，兩年返回蘇格蘭分別效力鴨巴甸和福爾柯克，於2011年在巴特里正式掛靴。
在國際賽賽場麥拿馬拉曾代表蘇格蘭U21和B隊參賽，其後升任大國腳，合共為蘇格蘭上陣33場，是蘇格蘭參加1998年世界盃的成員之一。
麥拿馬拉於2011年4月退役後在巴特里擔任足球管理工作。2013年1月轉任登地聯的領隊，直到2015年9月被辭退。兩個月後獲得英乙球會約克城賞識接掌帥印。

## 榮譽

### 球會
些路迪
- 蘇格蘭足球超級聯賽：1997/98年[1]；2000/01年、2001/02年、2003/04年[1]；
- 蘇格蘭足總盃：2000/01年、2003/04年、2004/05年[1]；
- 蘇格蘭聯賽盃：1997/98年、1999/2000年、2000/01年[1]；

### 個人
- 蘇格蘭PFA年度最佳青年球員：1996年[3]；
- 蘇格蘭PFA足球先生：1998年[3]；
- 蘇格蘭FWA足球先生：2004年[4]；

## 外部連結
- 足球数据库：積奇·麥拿馬拉的球员统计数据